# 願照寺
願照寺（がんしょうじ）は、愛知県岡崎市舳越町にある浄土真宗本願寺派の寺院。岡崎観光きらり百選に選定されている。

## 概要
親鸞の弟子、専信房専海の開基と伝えられている。専信房の保持した「安城御影」（親鸞83歳の姿を描いたとされる絵画）は当山8代の了正の時に本願寺に収められ、現在は国宝として西本願寺に所蔵されている。
中世後期には本願寺派三河七か寺の一つで、小針城主阿部氏の帰依があった。一向一揆の後追放されたが、1585年（天正13年）に還住。関ヶ原の戦い後の本願寺の東西分立時は東派に属したが、のち改派した。1601年（慶長6年）に朱印地6石を受けるも正保年間に没収された。
嘉永年間（1848年～1854年）に第17代住職の結城専修は名古屋から楽士を招いて、舳越村内の檀家有志に雅楽を習わせた。これが今も活動が続いている雅楽団体「長瀬樂人会」の始まりとされる。
以下の物件が市の文化財に指定されている。現在はいずれも岡崎市美術博物館に所蔵されている。
| 指定名称                   | 種別 | 時代               | 指定年月日                |
| -------------------------- | ---- | ------------------ | ------------------------- |
| 絹本著色親鸞上人絵伝       | 絵画 | 室町末期           | 1961年（昭和36年）3月30日 |
| 絹本著色證如上人像         | 絵画 | 室町時代           | 1961年（昭和36年）3月30日 |
| 絹本著色親鸞上人三狭間御影 | 絵画 | 1518年（永正15年） | 1961年（昭和36年）3月30日 |
| 絹本著色聖徳太子六臣像     | 絵画 | 鎌倉末から室町初期 | 1997年（平成9年）1月31日  |

## 交通手段
- 名鉄名古屋本線「東岡崎駅」下車、名鉄バス フタバ産業行または北野北口行「橋目」停留所下車、徒歩で約5分[1]。